# ألبرتو خيمينيز (لاعب كرة قدم)
ألبرتو خيمينيز (بالإسبانية: Alberto Jiménez Benítez)‏ هو لاعب كرة قدم إسباني، ولد في 15 نوفمبر 1992 في لا أوليفا في إسبانيا. لعب مع فالنسيا ميستايا ونادي تينيريفي.

## وصلات خارجية
- ألبرتو خيمينيز على موقع قاعدة بيانات كرة القدم.إي يو (الإنجليزية)
- ألبرتو خيمينيز على موقع Soccerway.com (الإنجليزية)
- ألبرتو خيمينيز على موقع AS.com (الإسبانية)